# Jean-Claude Fruteau
Jean-Claude Fruteau (n. 6 iunie 1947 – d. 28 aprilie 2022) a fost un om politic francez, membru al Parlamentului European în perioada 1999-2004 din partea Franței. 